# 台北101跨年煙火表演
台北101跨年煙火表演（英語：Taipei 101 NewYear Firework）是臺灣臺北市的台北101大樓自2003年末以來，固定於每年12月31日（跨年）至次年1月1日（元旦）間數分鐘中所施放的煙火，為台北市跨年晚會臺北最High新年城之壓軸。
在當時此特色是施放世界上空前罕有的摩天大樓式煙火。是有記錄以來第一次在摩天高樓上施放大型煙火，最高施放點高達509.2（1,671英尺），位於大樓的尖塔頂部，是全世界施放點最高的煙火，而於2015年至2016年跨年表演時所施放的煙火數高達30,000發，更創下世界上於摩天大樓施放煙火數最高紀錄。自首度舉辦以來，每年均吸引數百萬人於現場觀賞，並成為國際及台灣最知名的跨年活動之一。

## 表演流程
每年煙火表演的流程，通常是自台北時間（UTC+8）12月31日的晚間開始，台北101的大樓外牆、帷幕即會出現燈光表演，至跨年前數分鐘左右燈光完全熄滅，進入最後的讀秒倒數階段，其每年皆以不同的方式以大樓每8層樓為1個單位的外形由下往上開放、閃爍或熄滅燈光以掀起高潮，並配合約10秒的倒數計時，直到最後倒數終了後的台北時間1月1日0時0分0秒跨越新年起正式展開，同時於大樓外牆上施放煙火，時間長達數分鐘。
尤其以臺北市首創由官方主辦的「跨年晚會」之後，打開了跨年晚會舉辦的風氣。自從當時全世界第一高的摩天大樓──台北101建成後，成為了跨年倒數熱點之一。當踏入倒數的最後階段。倒數完後，便會在大樓外施放煙火（事實上在接近完工的2003年至2004年跨年即成為倒數熱點，但僅在台北101周邊施放煙火）。而在2003年以前，臺北市則以市政府前廣場為跨年活動的主要據點。

## 歷年活動
| 中文名稱                                             |
| ---------------------------------------------------- |
| 台北101跨年煙火表演                                  |
| 性質                                                 |
| 煙火表演                                             |
| 地區                                                 |
| 臺灣臺北市                                           |
| 地址                                                 |
| 台北101大樓                                          |
| 主辦單位                                             |
| 臺北市政府、台北101                                  |
| 承辦單位                                             |
| 各家廠商                                             |
| 轉播單位                                             |
| 各家電視台                                           |
| 主持人                                               |
| 台北市市長                                           |
| 表演日期                                             |
| 12月31日-次年1月1日                                  |
| 表演時間                                             |
| 自台北時間31日23時55分起，透過國際衛星向全球實況轉播 |
| 贊助者                                               |
| 每年不一                                             |
| 開始時間                                             |
| 2003年                                               |

### 2003年12月31日～2004年1月1日
該次跨年活動首次與台北市政府主辦的跨年晚會活動相互配合，但因當時台北101的工地尚未完工，因此大樓並未有煙火表演，而以四角的角燈自大樓底座頂部第27樓開始由下往上逐次點亮單位的方式倒數計時，倒數至零整棟大樓外牆帷幕燈全部亮起，塔尖燈光呈橘色，塔身燈光呈黃白色，據估計當時進入大樓所在地周邊參加該次跨年活動者有16萬人。

### 2004年12月31日～2005年1月1日
該次跨年活動舉辦日與台北101竣工日（2004年12月31日）同天，當時大樓首次施放煙火，倒數方式為大樓開放塔身全部外牆黃白色燈並以每個單位由下往上逐層熄滅，使燈光秀更為壯觀，煙火施放時間為35秒，演出總預算為新台幣300萬元（9萬美元），由台北101自行贊助，分別施放紅、白二色煙火，自每個單位的避難平台上向四周發射而出。

### 2005年12月31日～2006年1月1日
該次跨年活動擴大演出規模，倒數方式同樣為以每個單位由下往上逐層熄滅外牆黃白色燈，煙火施放時間為128秒，共施放8,100發煙火，設計有12個節目，演出總預算為新台幣2,000萬元（60萬美元），由索尼公司（Sony）贊助，因此於演出中也在大樓外牆頂端以另外人工安裝的外牆燈展示該公司的廣告字樣與新年年份1小時，由九井廣告承辦，謝文魁先生總策劃並執行。據估計當時參加該次跨年活動者有40萬人。

### 2006年12月31日～2007年1月1日
該次跨年活動再次擴大演出規模，倒數方式為以每個單位由下往上逐層施放小型煙火，煙火施放時間為188秒，共施放9,000發煙火，設計有19個節目，演出總預算為新台幣3,000萬元（90萬美元），同樣由索尼公司贊助，由九井廣告承辦，謝文魁先生總策劃並執行，展示新年年份與廣告字樣，據估計當時參加該次跨年活動者有50萬人。

### 2007年12月31日～2008年1月1日
該次跨年活動再一次擴大演出規模，主題為「2008金彩絕倫」，倒數方式為以每個單位由下往上逐層點亮小型閃爍多色外牆燈，煙火施放時間同樣為188秒，共施放12,000發煙火，設計有20個節目，演出總預算為新台幣2,100萬元（63萬美元），改由中華民國交通部觀光局贊助，展示新年年份與「TAIWAN」字樣，並於字母「I」的上面加上心形符號（♥）表示「I Love Taiwan（我愛台灣）」的意念，據估計當時參加該次跨年活動者有46～65萬人。

### 2008年12月31日～2009年1月1日
由於台北101大樓幾乎已經招租完畢，為避免影響辦公，因此於2007年底曾傳出未來可能不再舉行跨年煙火表演的消息，然考量品牌形象及城市行銷，台北101大樓董事會於2008年仍決定當年底將續辦煙火表演，並開放大樓觀景餐廳及觀景台，讓民眾近距離欣賞煙火。
本年大樓外牆心形符號（♥）比去年更大，而「TAIWAN」在心形符號的前面，101大樓的四面玻璃都有者不同顏色的燈飾。本年也是時任台北101董事長陳敏薰最後一次到場主持跨年煙火。

### 2009年12月31日～2010年1月1日
原由交通部觀光局所贊助的跨年煙火秀經費，因2009年八八風災重創台灣各地觀光景點，因此交通部將煙火秀經費投入觀光景點重建中，故無法贊助2010年跨年煙火秀。但之後頂新集團表態將資助煙火秀，並擴大舉辦，煙火施放時間同樣為188秒，共施放22,000發煙火，為歷年來數量最多，但施放時有兩次停頓時間，總耗資為新台幣3,000萬元，大樓外牆展示新年年份與「Taiwan UP」，代表「台灣會更好」。據估計當時參加該次跨年活動者有65～76萬人。

### 2010年12月31日～2011年1月1日
該次跨年活動為慶祝開國一百年的中華民國建國百年跨年慶典活動再度擴大舉辦，並首次將大佳河濱公園場與臺北101場合龍串聯成一場空前的慶典煙火秀。總共施放時間為288秒，共施放30,000發煙火，為歷年來數量最多。以「100R♥C」為字樣象徵中華民國100年，這次的煙火設計由中國大陸爆破藝術家蔡國強所策劃，砸6千萬預算。相較於往年的煙火都在大樓的八個節施放，這次的煙火挑戰立體無間隔的施放方式，在牆面也裝有施放點，更增加煙火的施放多樣性，表演節目以「百秒雷鳴」作為開場，慶祝中華民國建國百年，還有「祥龍盤旋」、「舞動彩虹」、「七彩方塊」......等多種新的煙火花樣。參與跨年的人數更高達82萬人，為迄今歷年最多。

### 2011年12月31日～2012年1月1日
這年101砸下3千萬元設計18款煙火樣式，由於即將邁入民國101年以及101大樓的名稱，因此兩個101相加之下，規劃以202秒時間共發射3萬發煙火，每秒逾148發，號稱101施放煙火八年以來最高密度，除方塊型、飛瀑型煙火外，有別於往年101煙火光束只能向上發射，這年增加平行以及向下的角度，使煙火呈現更多層次，如孔雀開屏最有看頭；其中以連續五波的短錦冠瀑布煙火，將101大樓籠罩在一片金色紗霧中，使觀眾看得目不暇給。最後壓軸的瀑布煙火，更是讓現場民眾逾八十多萬人驚呼連連。好評不斷，許多觀眾都打這次的煙火一百分。施放完後外牆也出現「新年快樂」、「♥ 101 ♥ 2012」、「TOP TAIWAN」以及「台灣讚」等燈光字樣。另外，「♥ 101 ♥ TAIWAN」燈光字樣是民眾事先以1萬8454票選產生的年度金句。這年101煙火並透過影音平台與全球150個國家同步播出實況。

### 2012年12月31日～2013年1月1日
這年由交通部觀光局砸下3千萬元，由法國團隊 Groupe F 設計101煙火，這個團隊曾經設計過千禧年巴黎艾菲爾鐵塔，還有杜拜哈里發塔等跨年煙火，規劃以188秒時間施放，若計入10秒倒數小型煙火，則為198秒，而101施放煙火九年以來，今年第一次施放高空煙火。這次的煙火秀，參與的人數更高達85萬人，打破2011年跨年參與人數的記錄。施放完後外牆也出現「2013新年快樂」、「旅行台灣」以及「Time for Taiwan」等燈光字樣，這年101煙火並透過影音平台與全球150個國家同步播出實況。

### 2013年12月31日～2014年1月1日
砸下重金3000萬，由法國團隊設計101煙火 時程為218秒，共24800發。而這次觀賞煙火的人數首度破百萬，達到116萬人之多。

### 2014年12月31日～2015年1月1日
主題為「2015 i See Taiwan 愛惜台灣」。煙火秀背景音樂以義大利音樂家韋瓦第的樂曲「四季」為串引，巧妙的連結「思想起」、「草蜢弄雞公」、「採茶歌」、「丟丟銅」等經典臺灣民謠。並且為第三度與法國團隊 Groupe F合作，一共218秒、2萬3000發的煙火照亮台北。

### 2015年12月31日～2016年1月1日[4]
台北101新年煙火與戲智科技BungBungame合作，主題訂為「Nature is Future返璞歸真、迎向自然」，透過國際矚目的這一刻向世界展現臺灣，讓國際友人了解這是個自然生態多元豐富的國家，有高山、有海洋，讓更多人進一步認識這塊土地。煙火秀總長度為238秒，發數共30,000發，由國際知名法國煙火團隊Groupe F第四度與台北101攜手。煙火團隊特別為臺灣設計多種展現臺灣自然生態的實體圖形，像是花朵、飛鳥、樹木、水中生物等，帶來全新感受。此外，由西班牙空運來臺的煙火具備冷光低煙特性，煙火色彩飽和度佳，藍、綠、黃、紅、等多元色調，視覺饗宴更豐富。

### 2016年12月31日～2017年1月1日
本年度煙火預算高達4200萬，其中2000多萬元由交通部觀光局贊助、剩下的2200萬由中小企業集資，首度結合燈光與煙火交互展演，引進800盞高達500瓦的電腦燈，並搭配上以金色為主的近2萬發煙火花色，以長達238秒的燈光煙火秀迎接2017年。

### 2017年12月31日～2018年1月1日
史上最長的6分鐘演出，還多了聲光搭配，這次摒除過去以煙火為主體的施放模式，於大樓北面外牆架設LED燈網T-Pad，跨年前的最後一分鐘，燈網亮起「台灣巨砲」棒球好手陳金鋒的影像，由他帶領所有民眾抓住2017的最後一刻，長達360秒、16000發煙火的新年大秀，最後在彩色「幸福共好，Happy Together」的光影下，一同邁向2018。燈光煙火節目共分五個段落，：第一個段落為序幕「英雄倒數」，由外號為台灣巨砲的棒球好手陳金鋒帶著所有民眾抓住2017的最後一刻，一同邁向2018；緊接著，2018的第一秒鐘開始則邁入了節目主秀。
第一章：「穿越歷史經典」，由煙火聲響劃破漆黑夜空，並以白金色與紅色為主要色系，壯闊的煙火造型搭配傳統民間紋樣，如台灣的民間老宅的壓花玻璃、花磚、鐵窗花等元素，呈現傳統臺灣。
第二章：「台灣經典再造」，乃呈現鐵花窗所設計出的台灣花窗，融合經典的建築元素之外，更展現充滿地理人文的創造能量。此時，第二位英雄─天后aMEI張惠妹以嘹亮歌喉吟唱古調登場，她的影像接著呈現在T-Pad上頭，搭配落下的綠色煙火，像是揭開天后的神祕面紗。而後襯著aMEI吟唱古調的歌聲中，T-Pad影像重現了台灣早期經典金融建築，從大阪中立銀行、三井株式會社到新高旅店，對映著現今的台北101，表現台北101匯聚傳統與當代的美學精神。
第三章：「青春世代無敵」，由英雄出少年的歌壇年輕新秀─安那的「Party Crasher」登場。2017出道的安那以充滿動感的歌聲與舞蹈撼動現場，煙火也在此時轉變為繽紛多彩，譜出千禧世代出生的台灣年輕人迎向世界的爆發力與潛力，更帶有新一代的傳承意味。
第四章：「2017臺灣精彩回顧」。2017年最經典且讓全民熱血沸騰的莫過於世大運中，台灣選手於九個項目當中奪金，讓世界看見台灣。T-Pad以九位運動選手的剪影帶大家回顧2017精彩片段，現場氣氛high到最高潮！
最後，香檳慶功時所噴射出的不是軟木塞，而是2017年8月24日發射升空的福衛五號，上面載明Formosat字樣，以七彩霓虹渲染了整棟大樓，象徵多姿多彩的未來。最後TPAD秀出「2018」、「新年快樂」、「Happy New Year」、「幸福共好」等大字，正式邁入2018。

### 2018年12月31日～2019年1月1日
台北101 將該年主題定為 「Party 101」， 並在大樓北面鋪設「T-Pad」乘載動畫影像結合跨年煙火，是台北101第二年使用此方式進行跨年活動。
由煙火公司「鉅秀」與創意設計團隊「底醞敘事」合作， 共同打造有別以往之煙火表演。為了讓國內外都能感受到台灣寶貴獨特的價值， 動畫內容包含十項台灣元素：「美食」、「百工百業」、「地理環境」、「物種生態」、「醫療」、「科技」、「水果農產」、「民主」、「宗教自由」、「多元族群」、「和平希望」， 並以人行道紅綠燈號誌之「小綠人」為主角代表， 台灣貫穿整部作品。動畫表演設計與煙火表演之節奏、顏色、效果、種類緊密結合， 共同交織出最盛大精彩的跨年表演， 並由林強操刀， 與劉士齊、希望合唱團共同打造襯托表演質感的配樂。當年的煙火動畫表演也獲得紐約第98屆 ADC Award 藝術指導優選獎。 
結合臺北最 High 新年城 - 2019台北市政府之跨年晚會主題為「狂放電」， 結合電音、電競、電商、電頻四個「電」的元素。

### 2019年12月31日～2020年1月1日
臺北最High新年城–2020跨年晚會主題為「這裡我們混大的 TAIPEI X TAIPEI」，以「混」為核心概念，表現臺北的多元混合特色，並且打破以往只有歌手演出的形式，藉由跨界合作和不同領域的crossover強調混合文化的重要性。
煙火秀是臺灣動畫公司「臺灣吧」所製作，主題為「希望之光－台灣」，象徵台灣是一艘希望之舟，寓意是希望台灣這艘希望之舟，乘載著多元文化及豐沛物產，人民能夠同舟共濟。煙火秀總長共計300秒，與去年相同，並發射1萬6千發煙火。該年煙火設計也突破單管煙火限制，推出幻彩三變化，使單管煙火可同時呈現兩種型態和三種色彩，與煙火同步的T-Pad動畫由「臺灣吧」團隊製作。

### 2020年12月31日～2021年1月1日[12]
由於COVID-19疫情的關係，入場人數受到限制，並且活動全程保持社交距離、禁止飲食、戴口罩、量體溫、必須實名制參與。
跨年歌曲是改編自林強並且由小男孩樂團演唱的向前走。
煙火安裝有邀請多名youtuber進行相關拍攝。

### 2021年12月31日～2022年1月1日
今年煙火秀睽違兩年再次搭配T-PAD雙重演出，而相關煙火施放細節在2021年12月21日公布。
這次的煙火主題為「迎向美好未來」，有16000發，施放時間總長為360秒。
第一章: 克服疫情、迎向曙光、迎接健康繁榮美好未來
第二章: 世界看見台灣文明，展翅國際舞台美好未來
第三章: 關懷世界、祈福人類，擁抱幸福共好美好未來
第四章: 愛與希望、精彩綻放，一起迎向2022美好未來

### 2022年12月31日～2023年1月1日
2022年12月15日，台北101在記者會上公布這次煙火秀主題：「關懷世界 閃耀夢想」以及30秒模擬動畫；據主辦單位說：此為首次在建築四面的360度全方位展演之煙火表演，包含T-PAD、雷射光束、電腦燈等，在煙火方面出現「生命樹」、「笑臉」、「和平鴿」等煙火圖案，來關懷世界人類、激勵民心，同時鼓舞士氣；這次的煙火秀斥資新台幣5千萬元製作，其中觀光局、證交所、中華電信、中國信託與台灣奧迪等台灣五大公司為此活動贊助。

### 2023年12月31日～2024年1月1日
以「彩色世界COLORFUL WORLD」為主題，除了台灣的煙火，也首次採用日本彩色煙火，總長300秒，約1萬6000發的展演，象徵著台灣文明是一個多采多姿的彩色世界，人類迎向充滿繽紛希望彩色的美好未來。
至於近幾年採用高達52層樓的巨型螢幕，台北101表示，因面積達50層樓加上容易受天氣影響，設施維護不易，加上之前曾出現顯示不完整的情況，今年決定不使用，直接讓煙火展現本身炫麗，整體煙火花費約2000萬元。

### 2024年12月31日～2025年1月1日
台北101董事長賈永婕2024年12月22日公開主題為「Team Taiwan Champion」，以棒球之奪冠為主軸，預計施放時間約 5 分多鐘，每一束煙火均象徵台灣人熱血與成就，以慶祝中華隊在2024年世界棒球12強賽奪得冠軍。

## 觀賞地點
因每年煙火表演時將會有數十萬人湧進接近台北101的位置觀賞煙火，為避免擁擠、危險，許多媒體與網路資訊均會建議諸多個不同的地點以分散人潮，另由於台灣冬季盛行東北季風，為避免煙火遭燃燒所產生的煙遮敝，多數人選擇位於台北101大樓東北側，如台北市政府等地觀賞煙火表演，而除此之外，也有至附近的山區，如象山等地勢較高或景觀較佳的飯店觀賞的遊客，以下是媒體與網路資訊建議的觀賞地點：
| - 台北市 - 台北市政府（信義區） - 國父紀念館（信義區） - 四獸山（象山、獅山、豹山、虎山，信義區、南港區） - 大佳河濱公園（中山區） - 貓空（文山區） - 台北醫學大學（信義區） - 南港山（信義區、南港區、大安區） - 拇指山（信義區、南港區） - 捷運後山埤站（出口2號天橋南港區） - 碧山巖（內湖區） - 陽明山國家公園（北投區） - 福州山公園（大安區） - 信安街公園（信義區） - 眷村文化公園（信義區） - 內湖運動公園（內湖區） - 彩虹河濱公園（內湖區） - 移民署(北市專勤大隊)(海巡署)(仙跡岩)（文山區） - 社子地區，社正路旁之河堤（北投區、士林區） | - 新北市 - 烘爐地（中和區） - 五指山（汐止區） - 大尖山（汐止區） |

## 圖片集

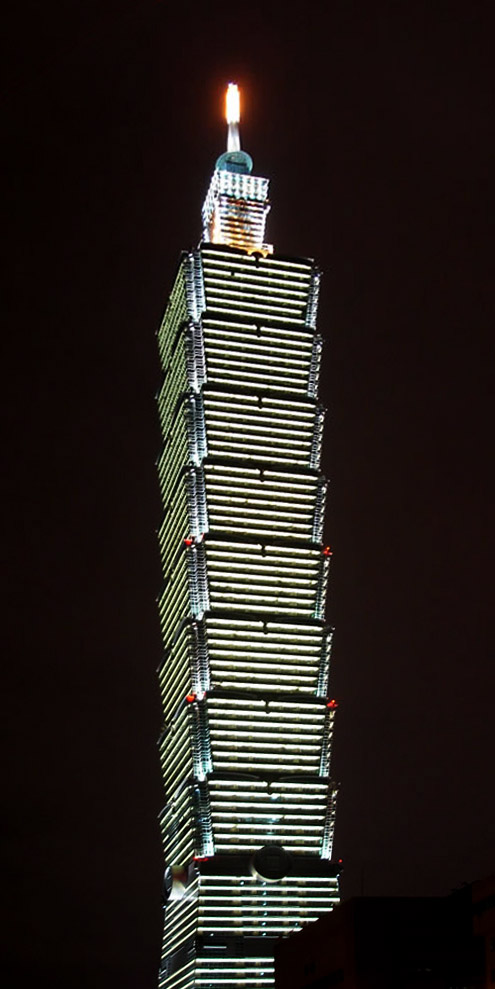
2005年1月1日
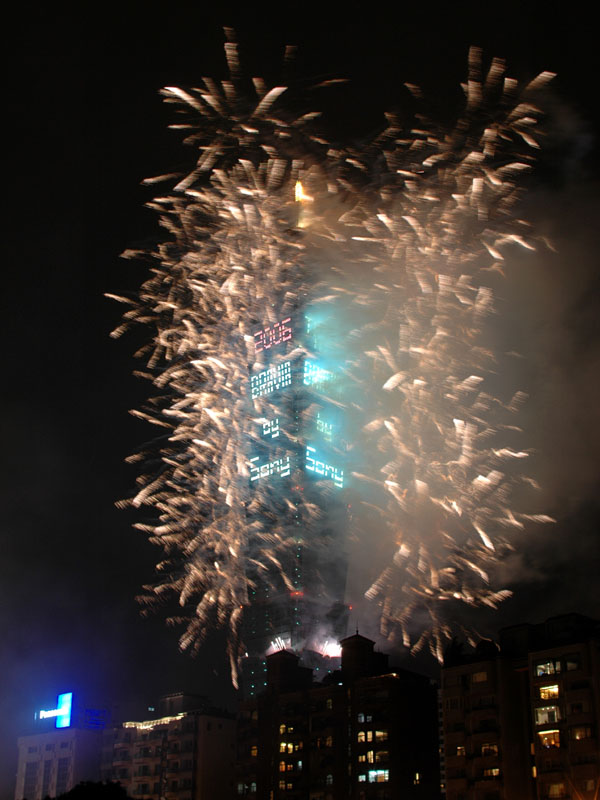
2006年1月1日
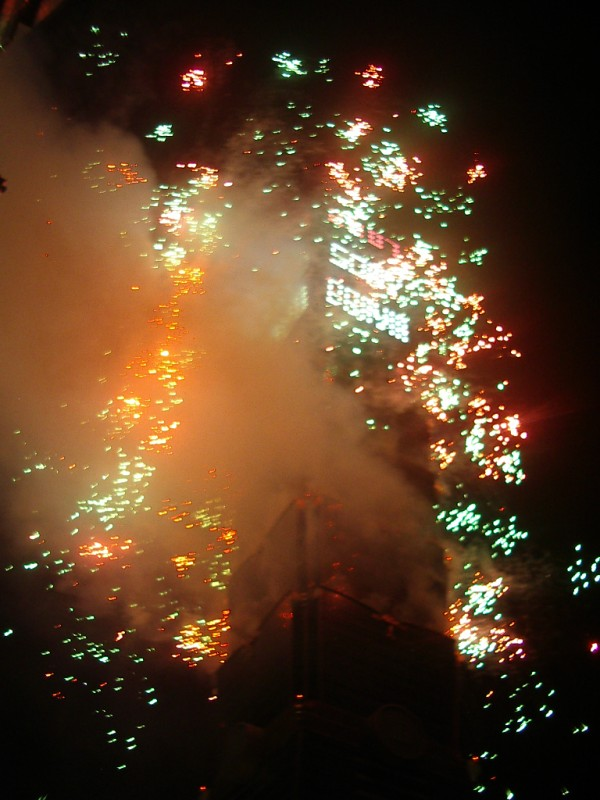
2007年1月1日
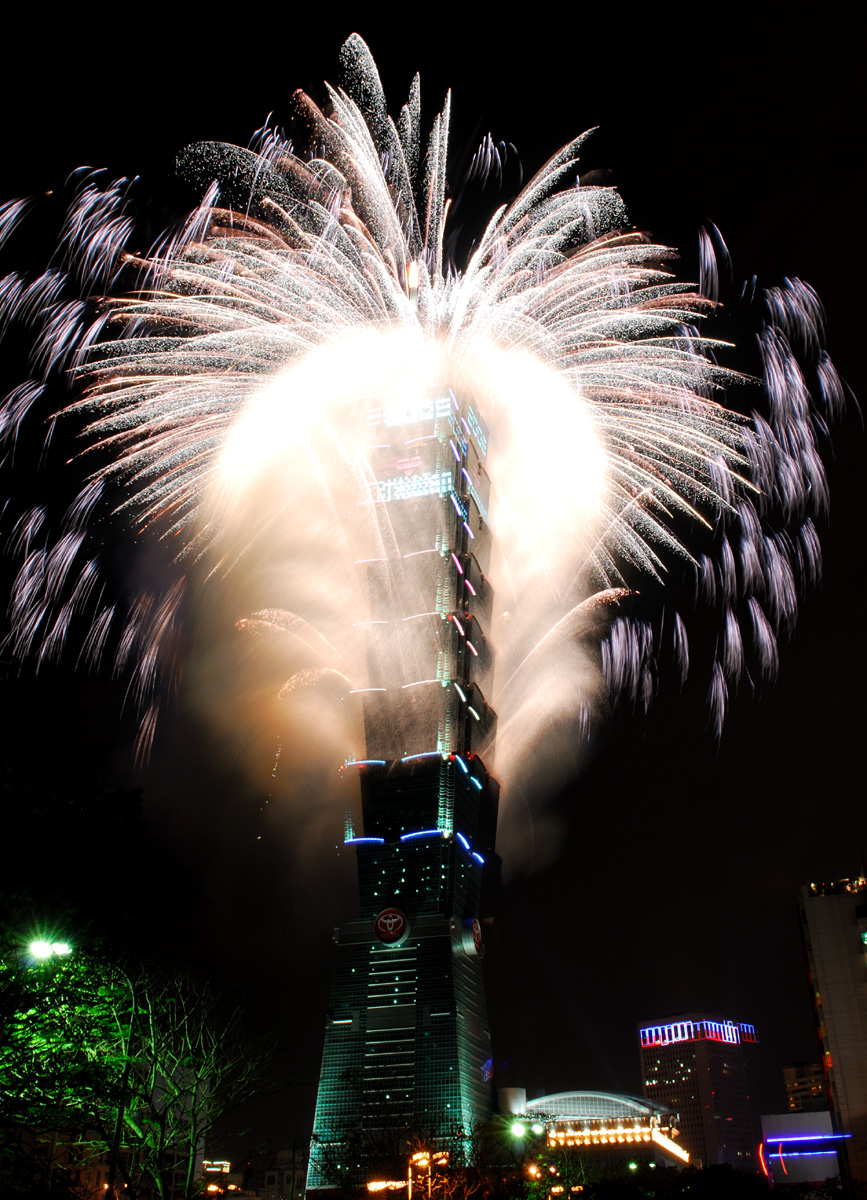
2008年1月1日
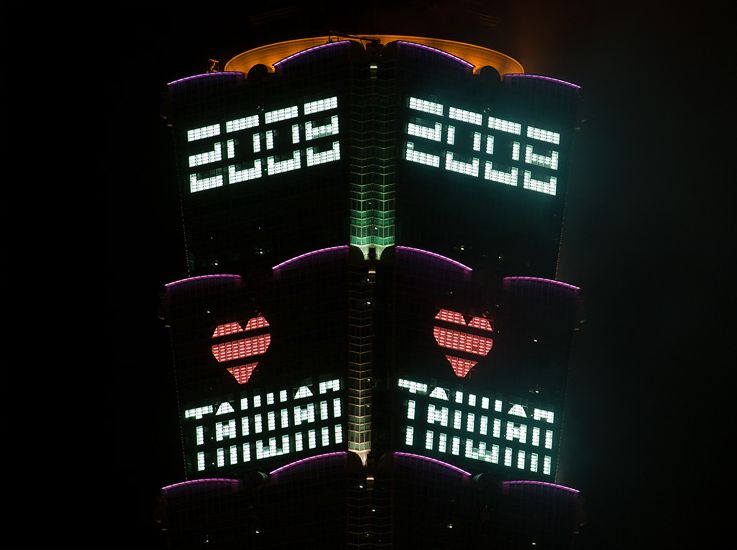
2008年1月1日
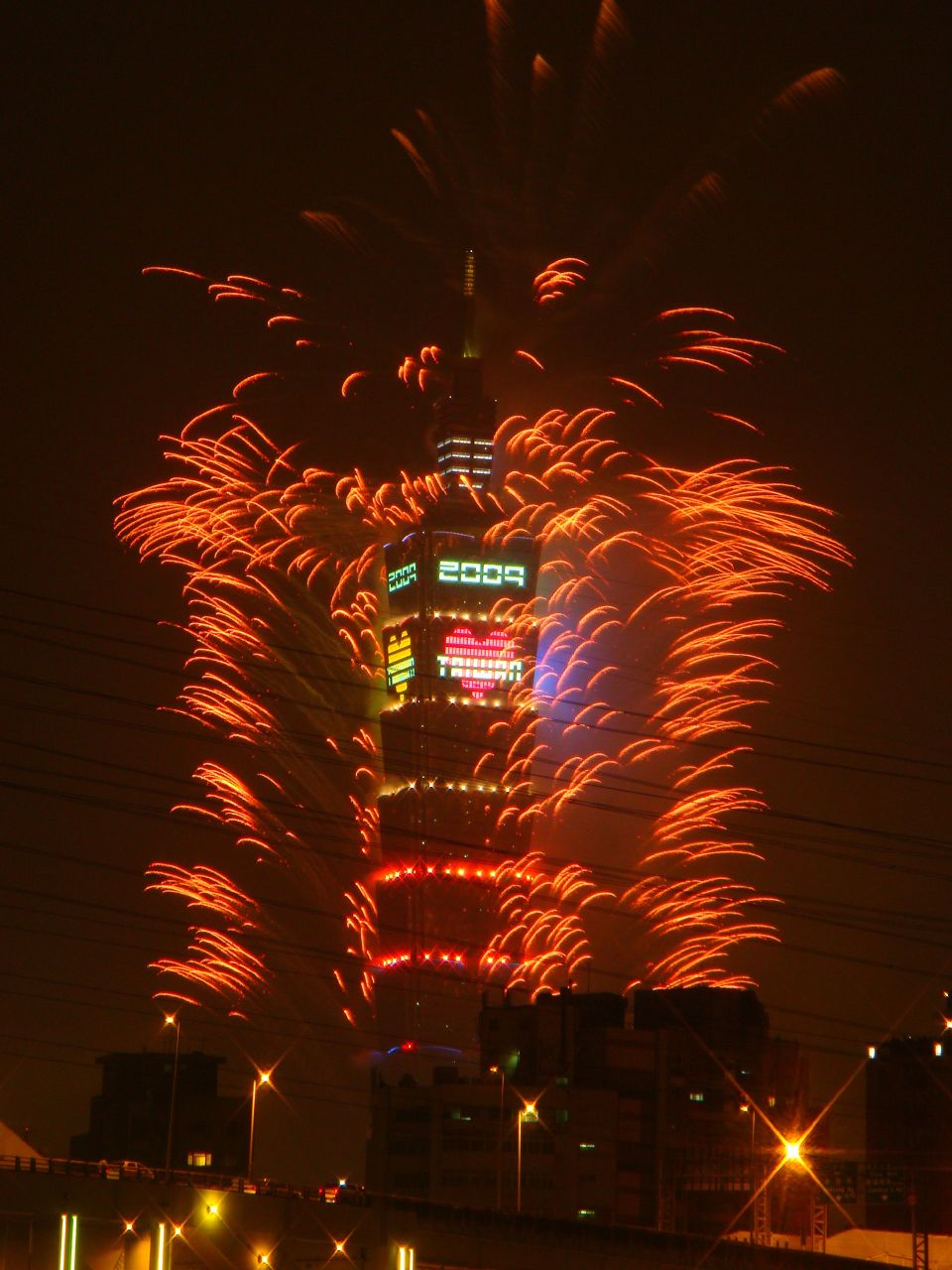
2009年1月1日
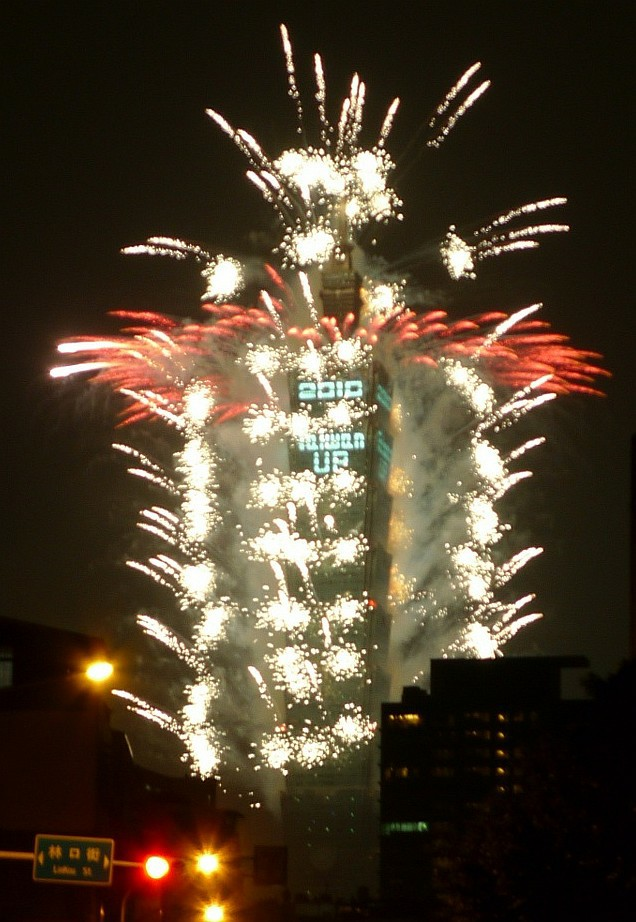
2010年1月1日
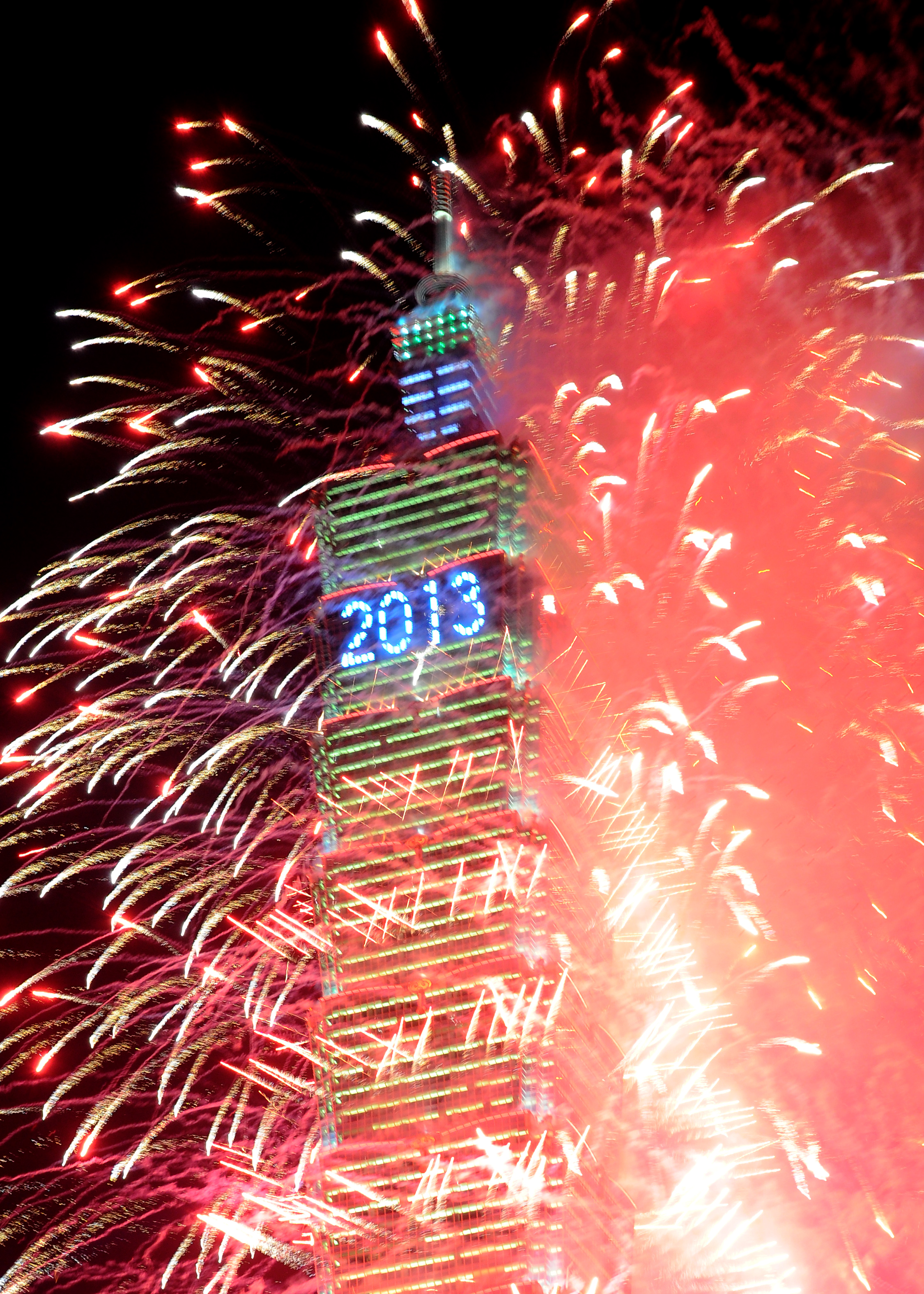
2013年1月1日
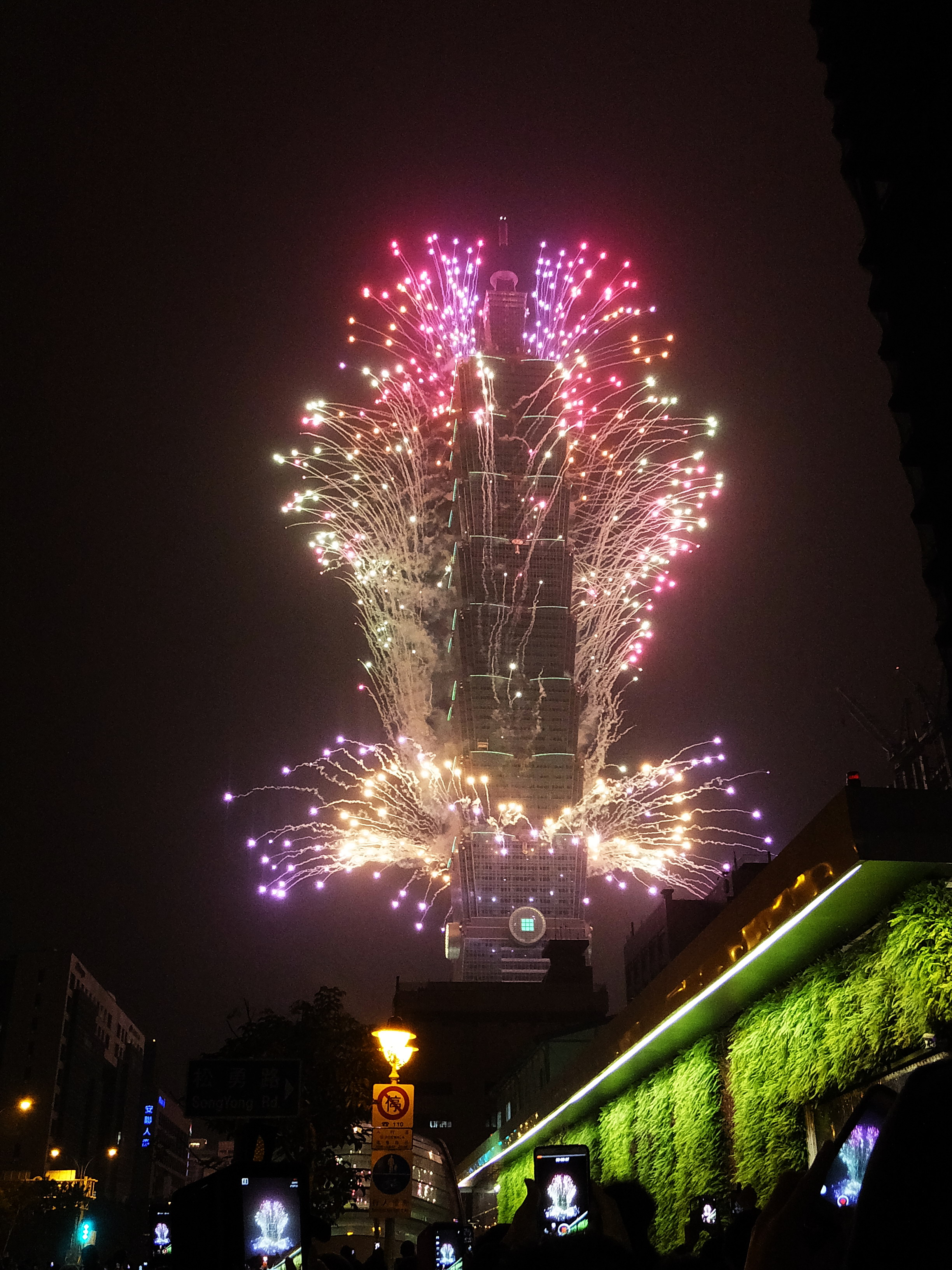
2016年1月1日
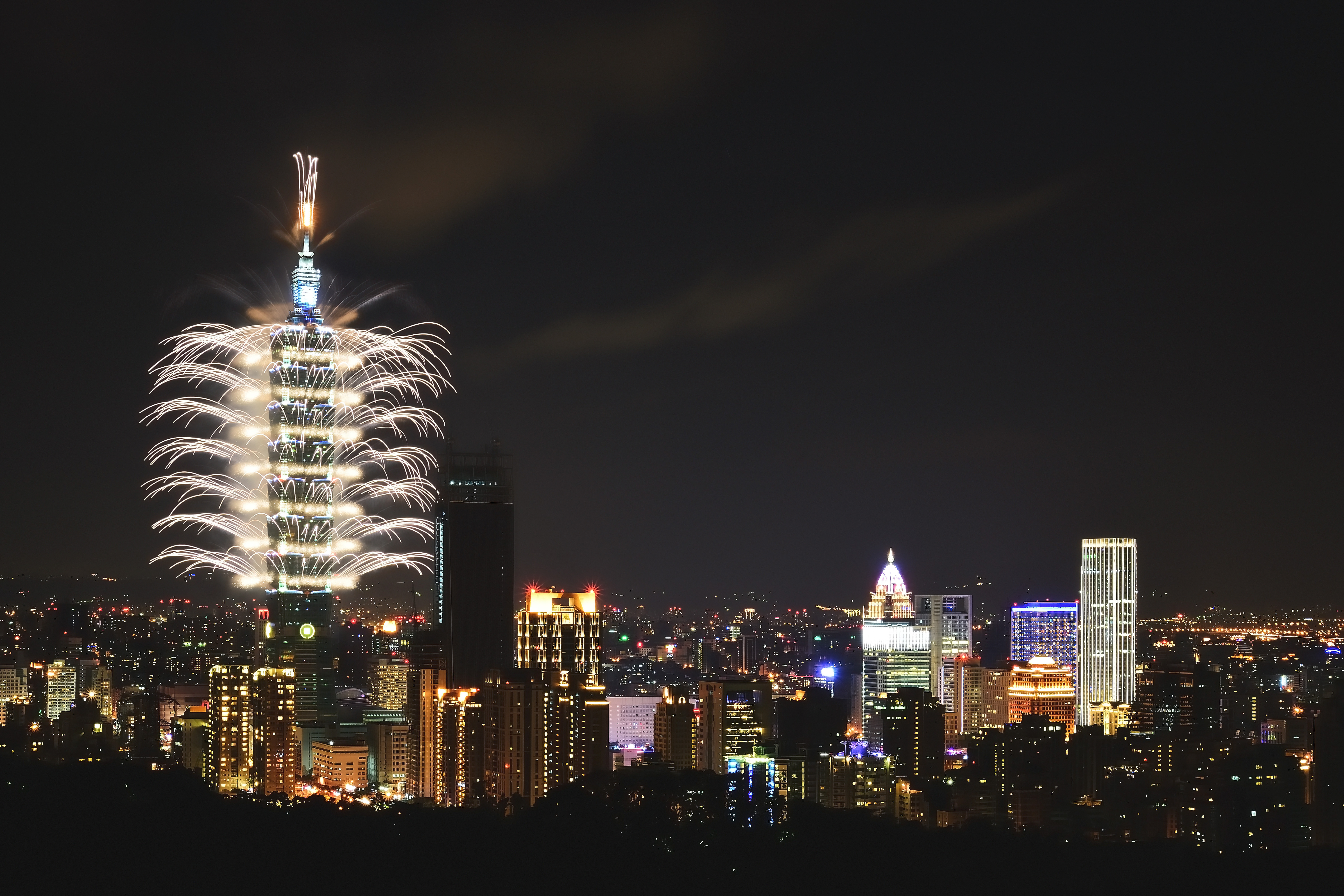
2017年1月1日
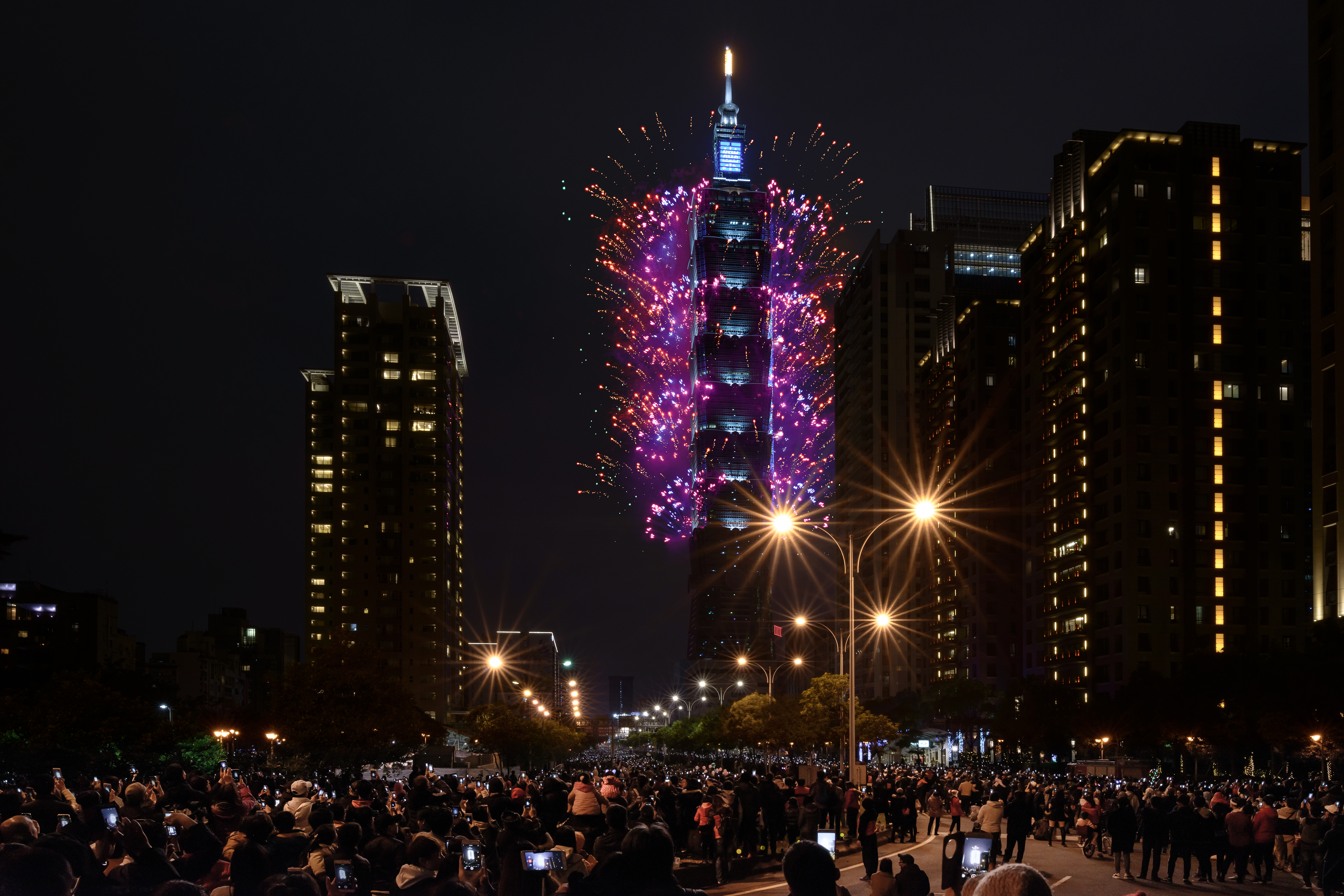
2018年1月1日
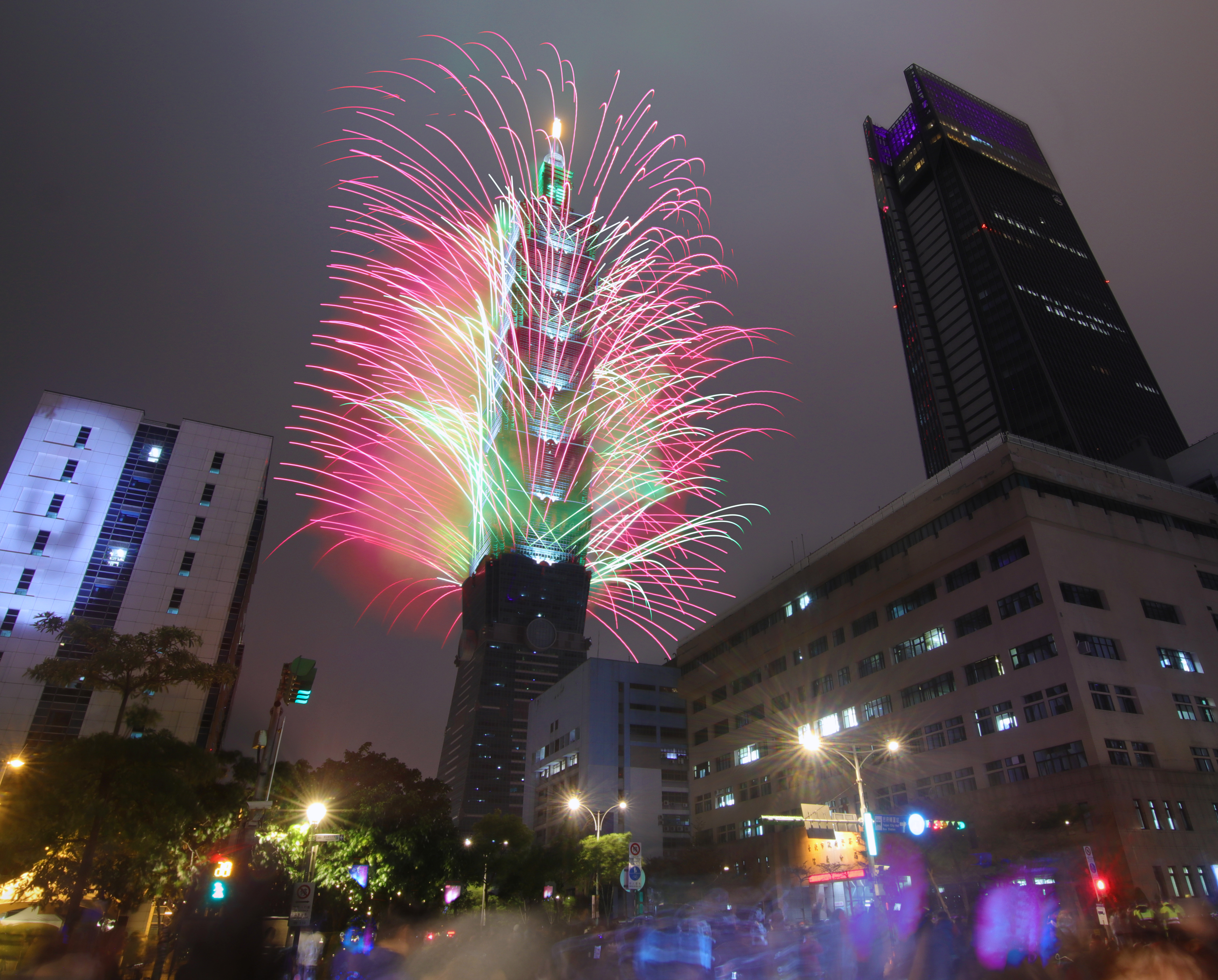
2020年1月1日
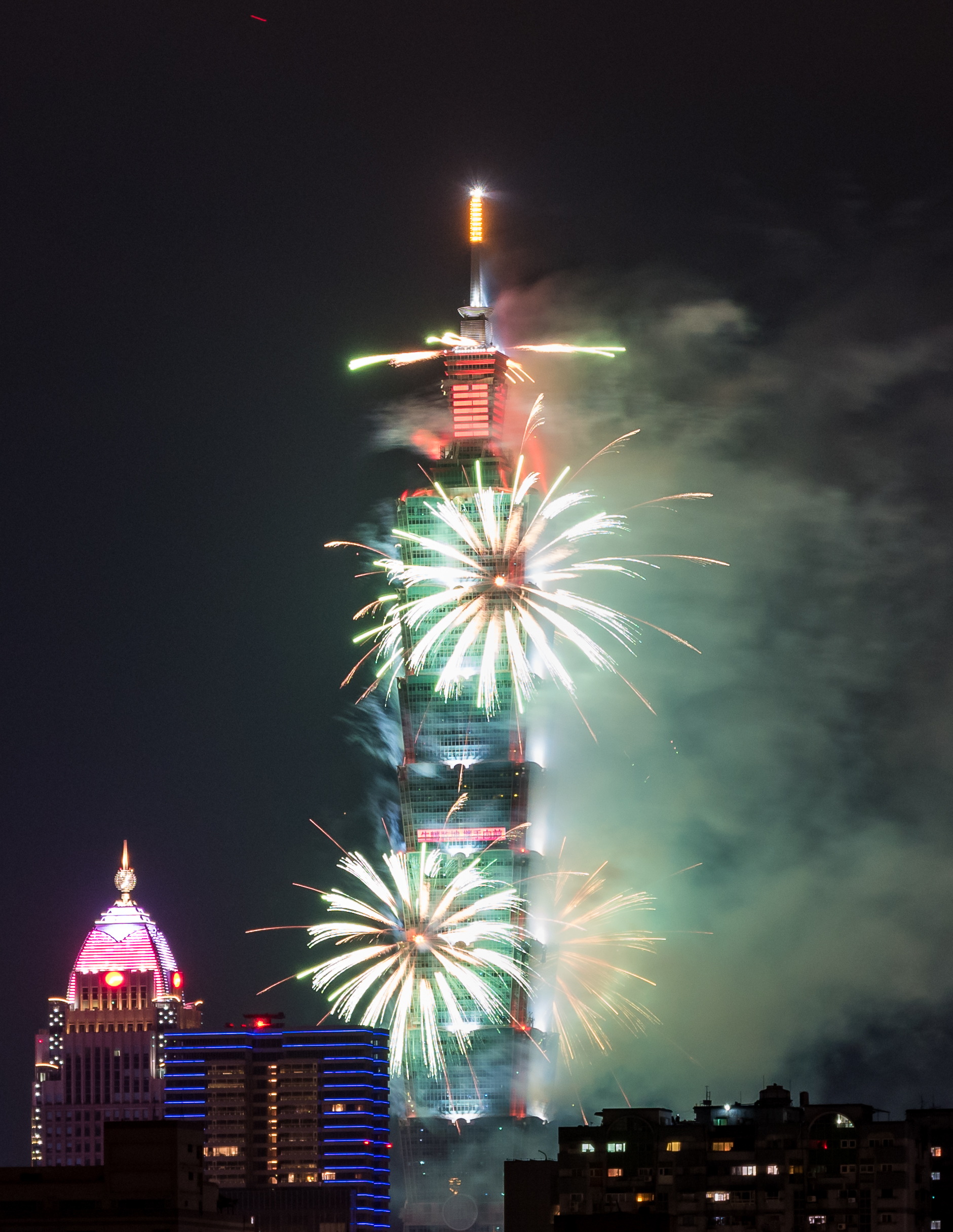
2021年1月1日
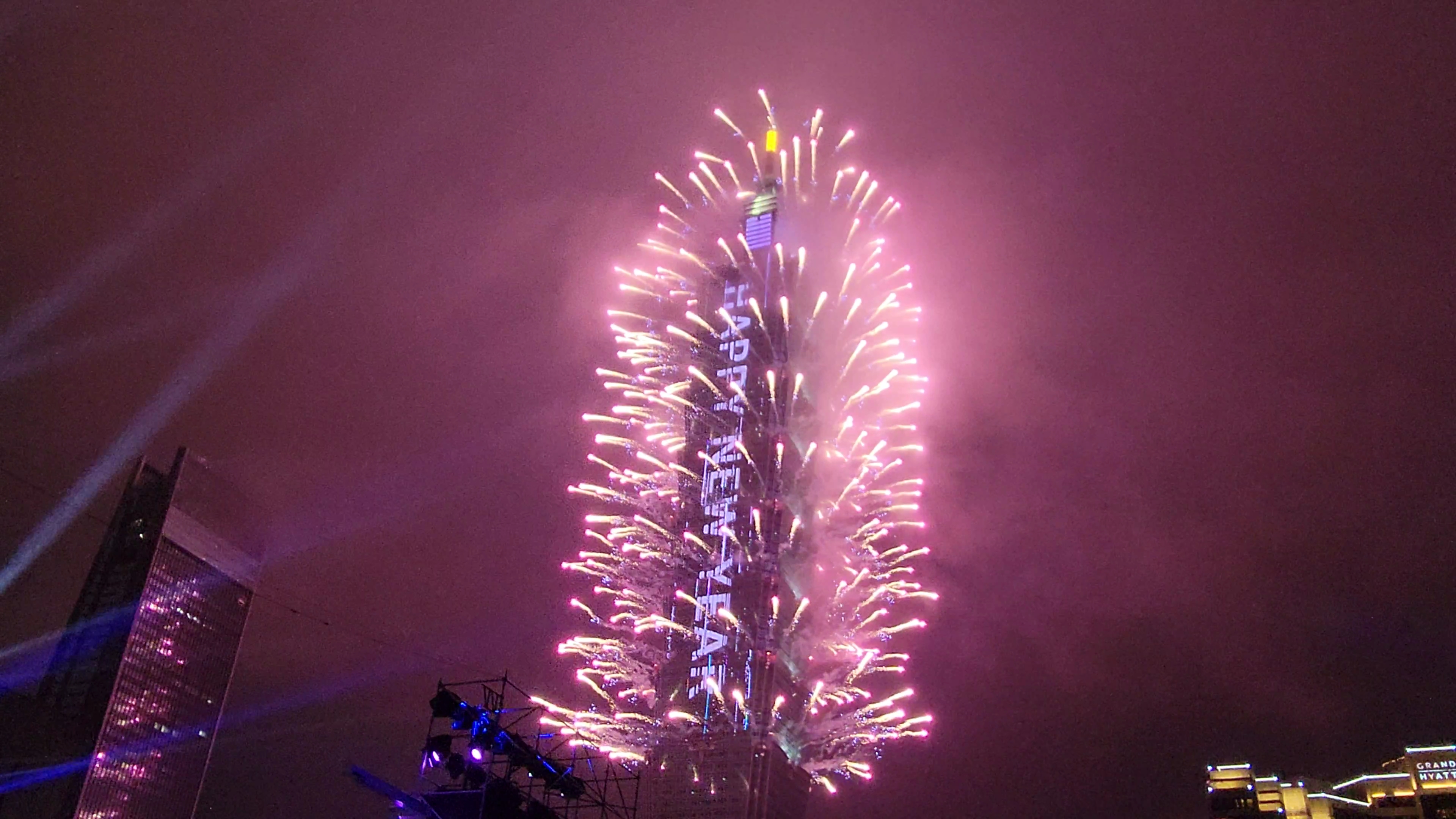
2022年1月1日
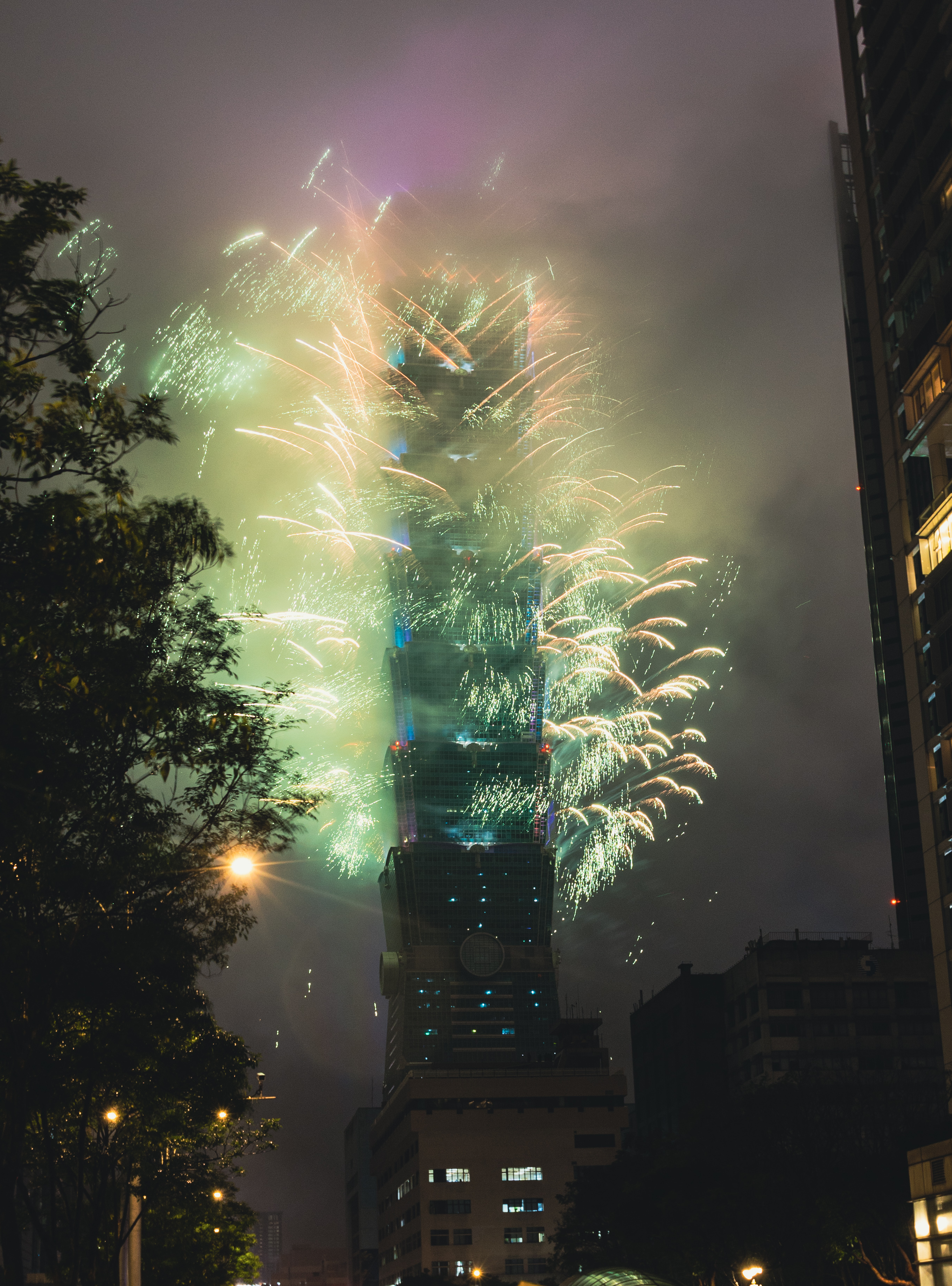
2023年1月1日
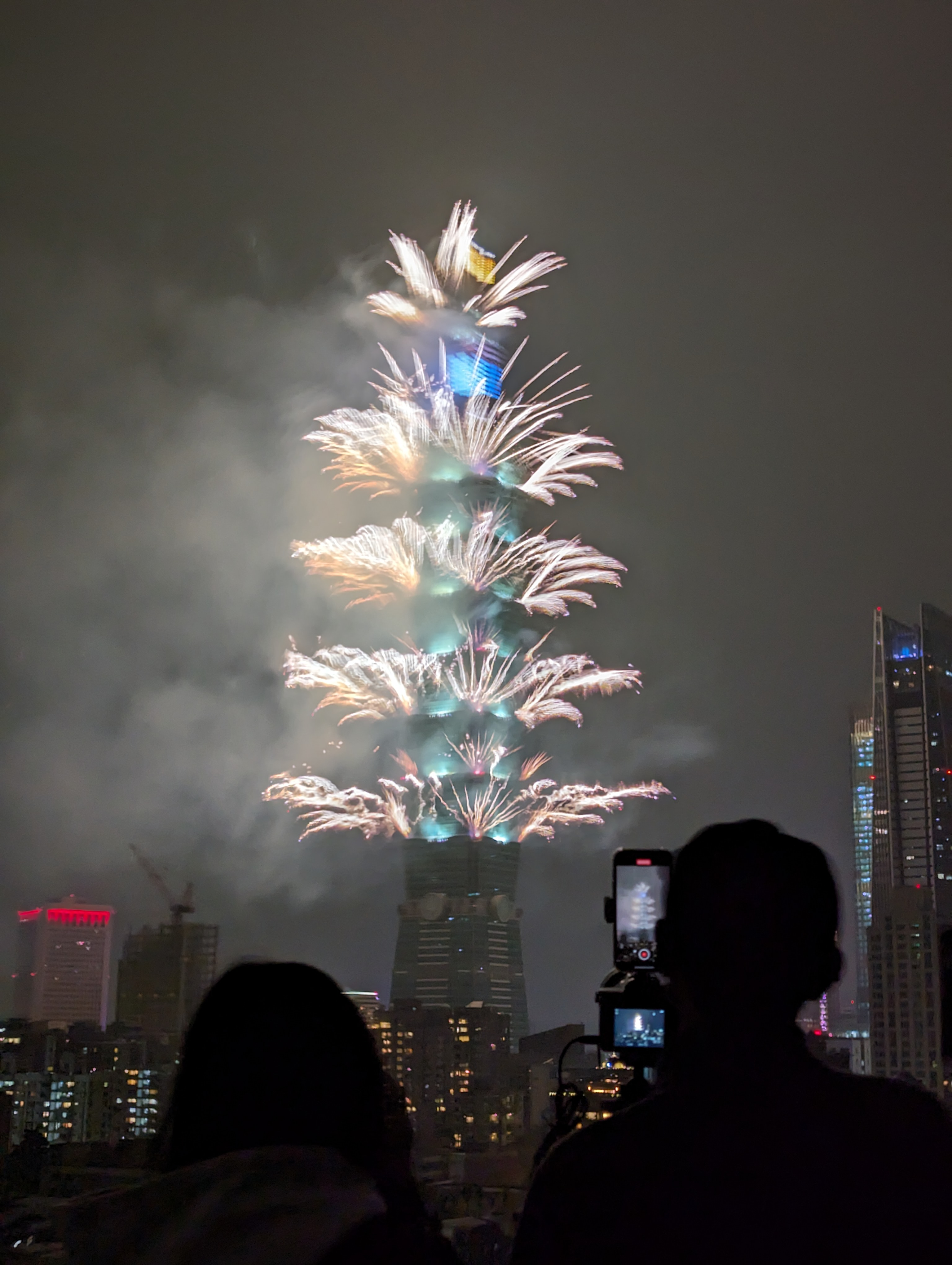
2024年1月1日

## 世界案例
繼台北101跨年煙火活動後，世界各地陸續出現不少於摩天大樓上施放煙火的摩天大樓或建築物：
- 香港：國際金融中心二期的香港跨年活動。
- 沙烏地阿拉伯：利雅德的阿法沙利亞中心（英语：Al Faisaliyah Center）開幕典禮的煙火表演。
- 南韓：樂天世界塔僅能於頂部施放煙火，無法整棟大規模施放。
- 法國巴黎：艾菲爾鐵塔跨年活動時會整座建築物施放煙火，但因其古蹟的保護與經費的因素而無法每年舉辦，在無跨年煙火表演的時候，則改以燈光秀與地面煙火代替。
- 紐西蘭奧克蘭：天空塔跨年煙火。
- 中國上海：東方明珠塔曾施放過兩次煙火。
- 阿聯杜拜：哈里發塔，竣工後每年跨年之際也會舉行煙火施放表演。